# Гай Кальпурній Пізон (консул 111 року)
Гай Кальпу́рній Пізо́н (лат. Gaius Calpurnius Piso; I—II століття) — політичний і державний діяч часів Римської імперії, ординарний консул 111 року.

## Біографія
Походив з плебейського роду Кальпурніїв, гілки Пізонів. Він є тезкою кількох консулів часів республіканської епохи, а також відомого Гая Кальпурнія Пізона, страченого у 65 році за організацію змови проти Нерона. Ще один з його тезок, Луцій Кальпурній Пізон Фругі Ліциніан був спадкоємцем імператора Гальби протягом декількох днів у січні 69 року.
111 року обіймав посаду ординарного консула разом з Марком Веттієм Боланом. Про дії під час каденції, як і про дату смерті Гая Кальпурнія згадок немає. 
Згідно з Плінієм він був автором першої поеми, присвяченій астрономії, яку написав грецькою мовою в 105 році.

## Родина
Сини:
- Сервій Кальпурній Сципіон Орфіт, ординарний консул 172 року.
- Луцій Кальпурній Пізон, ординарний консул 175 року.